# 류병현
류병현(柳炳賢, 유병현, 1924년 10월 18일 ~ 2020년 5월 21일)은 제16대 대한민국 농림부 장관 등을 지낸 대한민국의 군인, 정치인, 외교관, 국영기업가이다. 본관은 문화(文化)이며 호는 하륜(夏崙)이다.

## 일생
충청북도 청주군(지금의 충청북도 청주시) 출신으로, 일본 도쿄 물리학교 재학 중이던 1945년에 학도병으로 일본군에 입대하였다가 그 해에 2차 대전의 종전과 8.15 광복을 목도하였다. 이후 1948년에 육군사관학교를 7기로 졸업하고, 국방대학원과 미국 참모대학을 졸업하였다. 국방대학원 교수부장, 구 육군기갑학교(현 육군기계화학교) 교장, 육본 비서실장을 지냈다. 5.16 군사정변 후, 최고회의 위원(농림담당)으로 있다가 농림부장관에 발탁되었다. 또한 15사단장, 주월 맹호사단장. 합참 작전기획국장. 육본작전참모부장을 지냈다. 5군단장 재직시 북한 땅굴 탐사작전을 지휘, 제2 땅굴을 찾아낸 공로가 있다. 해박한 군사지식과 유창한 영어를 구사, 1968년 제1차 한미 국방장관 회의때부터 군사외교의 일선에서 활약하였다. 1978년 한미연합사 창설위원장 한미연합사령부 부사령관이 되었다. 한미연합사령부 부사령관 재직시, 10·26 사건이 발생했고, 류병현 장군은 1979년 10월 26일 자정 무렵에 주한 미국 대사 윌리엄 글라이스틴을 찾아가 "박대통령에게 사고가 발생했다"고 보고했다. 그 이후 제16대 합동참모의장으로 임명되고, 1981년에 전역하였다가 1981년 전두환 정부에 의하여 주미국 대한민국 대사로 발탁되었다. 각종 야전지휘관과 전략정책 주요 참모직을 두루 거친 작전통의 지장(智將)이라는 평가를 받는다. 그는 부인 양정희(梁貞姬)와의 사이에 슬하 4남을 두고 있다.

## 학력
- 1943년 청주고등농림학교 졸업
- 1945년 일본 도쿄 물리학교 중퇴
- 1948년 대한민국 육군사관학교 7기
- 1949년 대한민국 육군보병학교 초등군사반 졸업
- 1950년 대한민국 육군포병학교 초등군사반 졸업
- 1951년 미국 육군기갑학교 초등군사반 졸업
- 1952년 대한민국 육군정훈학교 고등군사반 졸업
- 1953년 대한민국 육군공병학교 고등군사반 졸업
- 1955년 미국 육군참모대학교 졸업
- 1957년 대한민국 국방대학교 행정학사
- 1960년 대한민국 국방대학원 행정학 석사
- 1965년 연세대학교 대학원 물리학과 이학석사
- 1967년 연세대학교 경제대학원 경제학 석사
- 1971년 고려대학교 대학원 농학과 농학석사
- 1973년 연세대학교 경영대학원 경영학 석사

### 명예 박사 학위
- 1994년 청주대학교 명예 행정학 박사